# Гогландервен
Гогландервен (нід. Hooglanderveen, нід. вимова: [ˌɦoːxlɑndərˈveːn]) — село в нідерландській провінції Утрехт. Входить до муніципалітету Амерсфорт.
Його площа становить 1,08 км², а населення станом на 2022 рік складало 4 910 осіб.
Перша згадка про населений пункт датується 1899 роком.

## Галерея

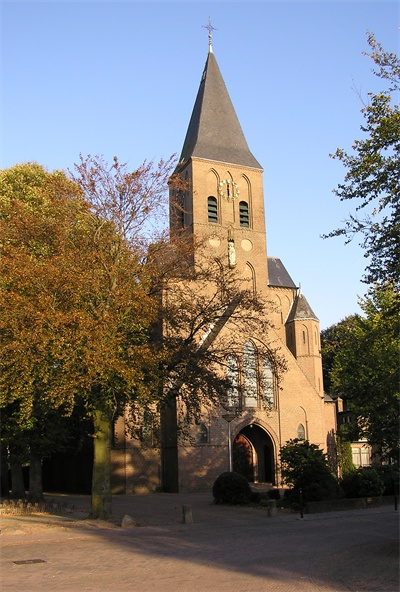
Церква у Гогландервені